# Пожежна сокира

Сокири на емблемі пожежної служби Росії

Пожежна сокира — загальна назва кількох видів сокир, що використовуються під час гасіння пожеж. Пожежні сокири входять до складу обладнання пожежних щитів, стендів і спорядження пожежних команд.

## Історія
Сокира є найстарішим пожежницьким інструментом. За стародавніх часів, під час переважно дерев'яної забудови міст, основним способом боротьби з поширенням вогню було швидке розбирання сусідніх будов. Для цього і використовувалися сокири. Уживанню сокир як основного інструмента пожежогасіння сприяло ще й те, що гасінням пожеж у старовину займалася міська сторожа, чиєю основною зброєю були сокири на довгих держаках. Навіть після появи більш ефективних засобів боротьби з вогнем, сокира залишилася у споряджені вогнеборців. Ще сто років тому існувала пожежницька спеціальність — пожежник-сокирник, задачею якого було розбирання дерев'яних конструкцій на пожежах. Побутування сокири як найхарактернішого інструмента пожежника знайшло відбиття і у символіці: на сучасних емблемах пожежних служб всіх країн світу можна побачити зображення пожежної сокири з дзьобоподібним обухом.

## Сучасність
Спеціалізовані пожежні сокири досі уживаються у пожежогасінні. За їхньою допомогою розкривають двері та вікна будинків, щоб дістатися осередку пожежі або врятувати людей зі замкнутих приміщень. Сокири піддаються випробуванням на стійкість, міцність, якість остаточного загострення леза і наявність тріщин на внутрішніх поверхнях вушка. Залежно від призначення, розрізнюють кілька видів пожежних сокир.

## Види пожежних сокир
| Фото | Назва                     | Опис |
| ---- | ------------------------- | --- |
|      | Сокира пожежна поясна     | Спеціальна сокира пожежників зі дзьобом-киркою на обусі. Вага — близько 1 кг, довжина — до 40 см. Сокирища колись робилися з дерева, останнім часом робляться переважно металевими, іноді споряджаються кільцем для прикріплення карабіна. Металеве сокирище має діелектричне гумове покриття. Призначена для розкривання покрівель, дверей, вікон, розбирання легких конструктивних елементів будівель і споруд, відкриття колодязів та гідрантів. Дзьоб на обусі використовують пожежники як зачіпний пристрій під час пересування по крутих схилах дахів, подібно тому, як альпіністи на гірських схилах використовують льодоруб |
|      | Сокира пожежна штурмова   | Сокира на довгому сокирищі, вагою 3,5 кг, споряджена дзьобом-киркою на обусі. Призначена для розкриття і розбирання конструкцій |
|      | Сокира-молот пожежна      | Сокира з обухом-молотом. Вага — 5 кг, довжина сокирища — близько 1 м. Призначена для розкриття і розбирання легких дерев'яних конструкцій, а також для пробиття отворів (демонтажу) у невеличких цегляних будовах |
|      | Сокира-мотика пожежна     | Сокира з довгим сокирищем та обухом у формі мотики. Призначена для створення загороджувальних і опорних мінералізованих смуг при гасінні низових лісових пожеж. Входить до складу протипожежного обладнання для мобільних лісопожежних агрегатів |
|      | Сокира для пожежного щита | Невеличка сокира вагою 1,8 кг, завдовжки 40 см, схожа на туристичну сокирку. Сокирище дерев'яне, пряме, фарбується у червоний колір. Уживається як засіб первинного пожежогасіння. |

## Галерея

Пожежні сокири
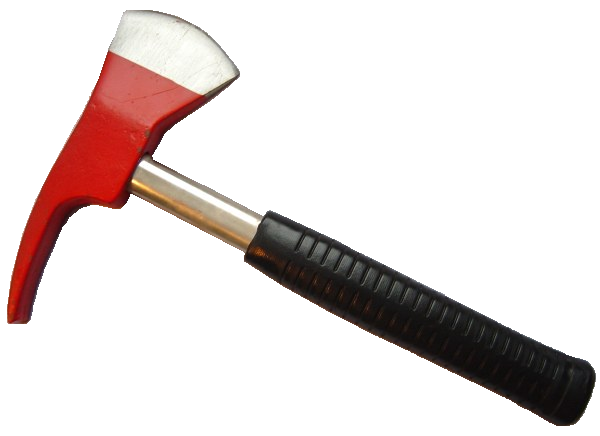
Поясна пожежна сокира
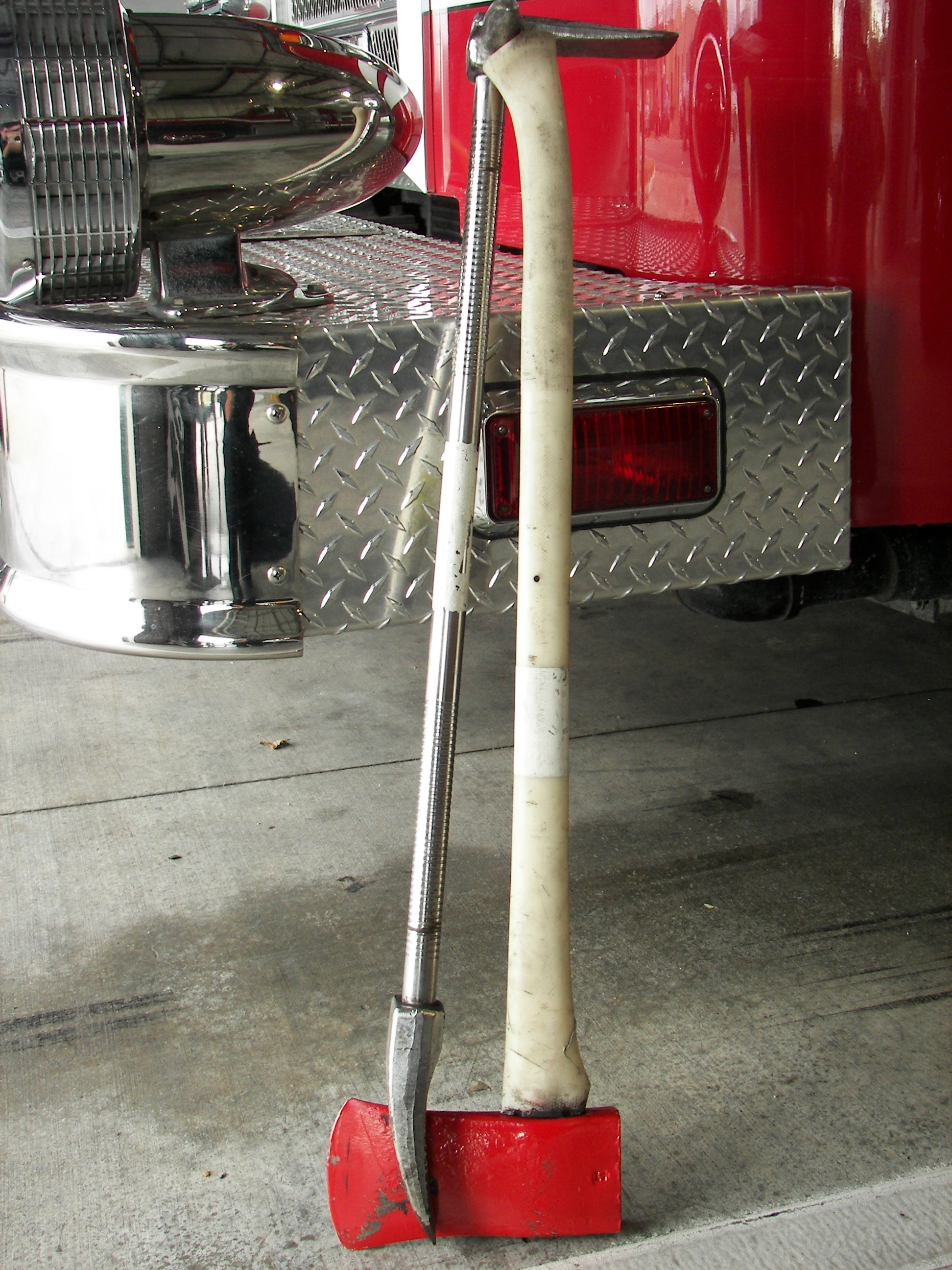
Пожежна сокира-молот з ломом Геллігана
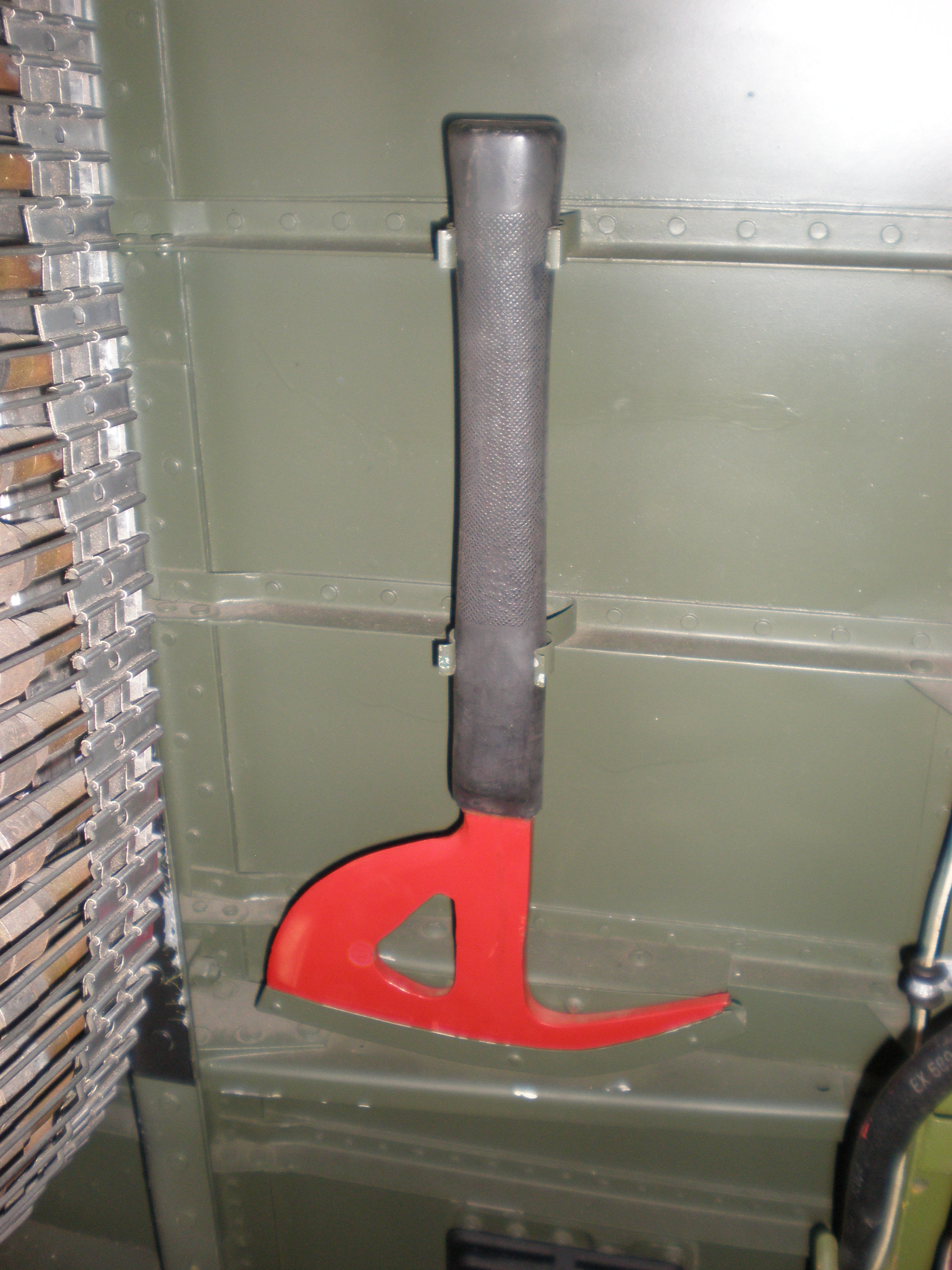
Пожежна сокира американського бомбардувальника B-25J
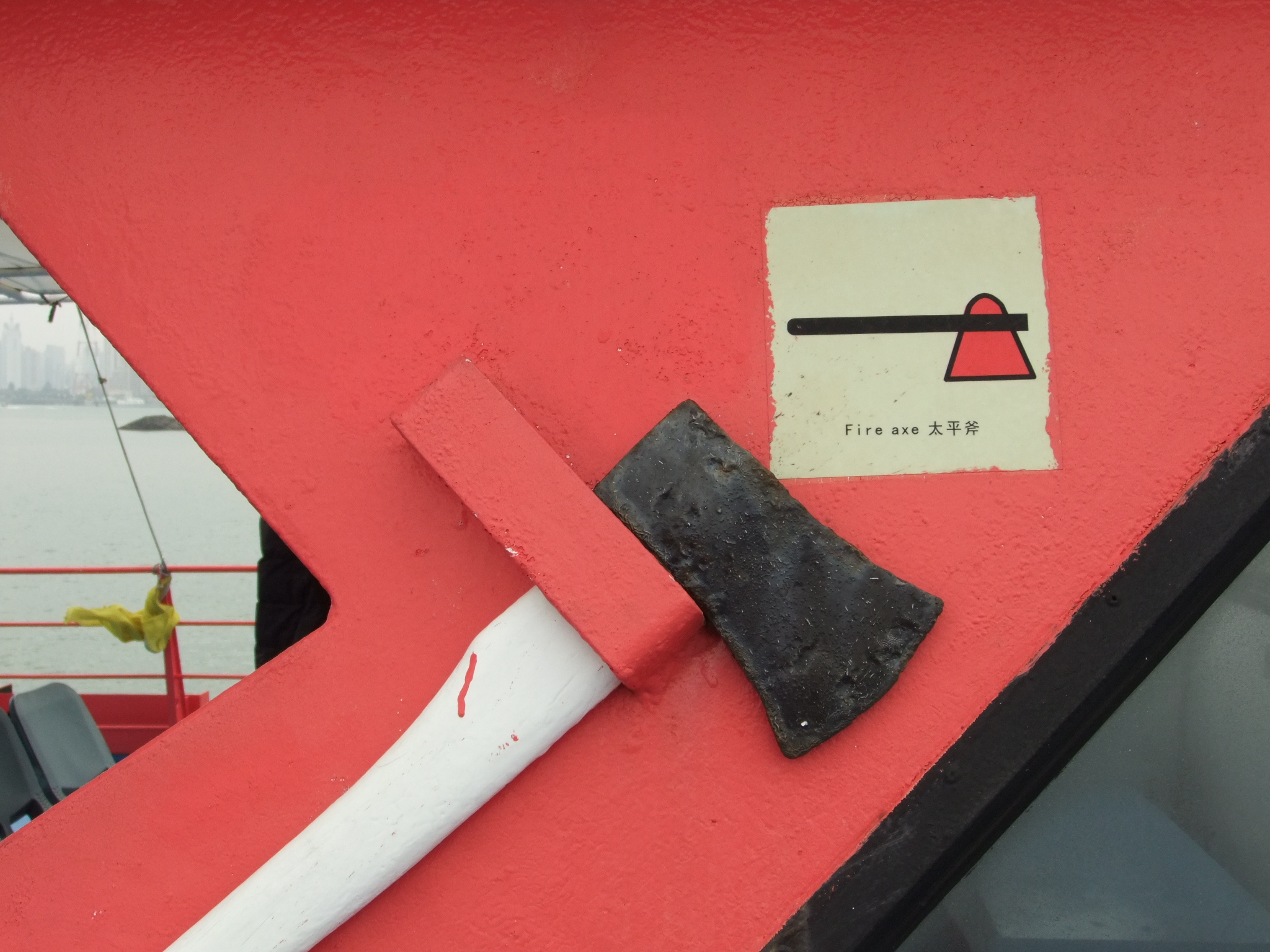
Сокира для пожежного щита
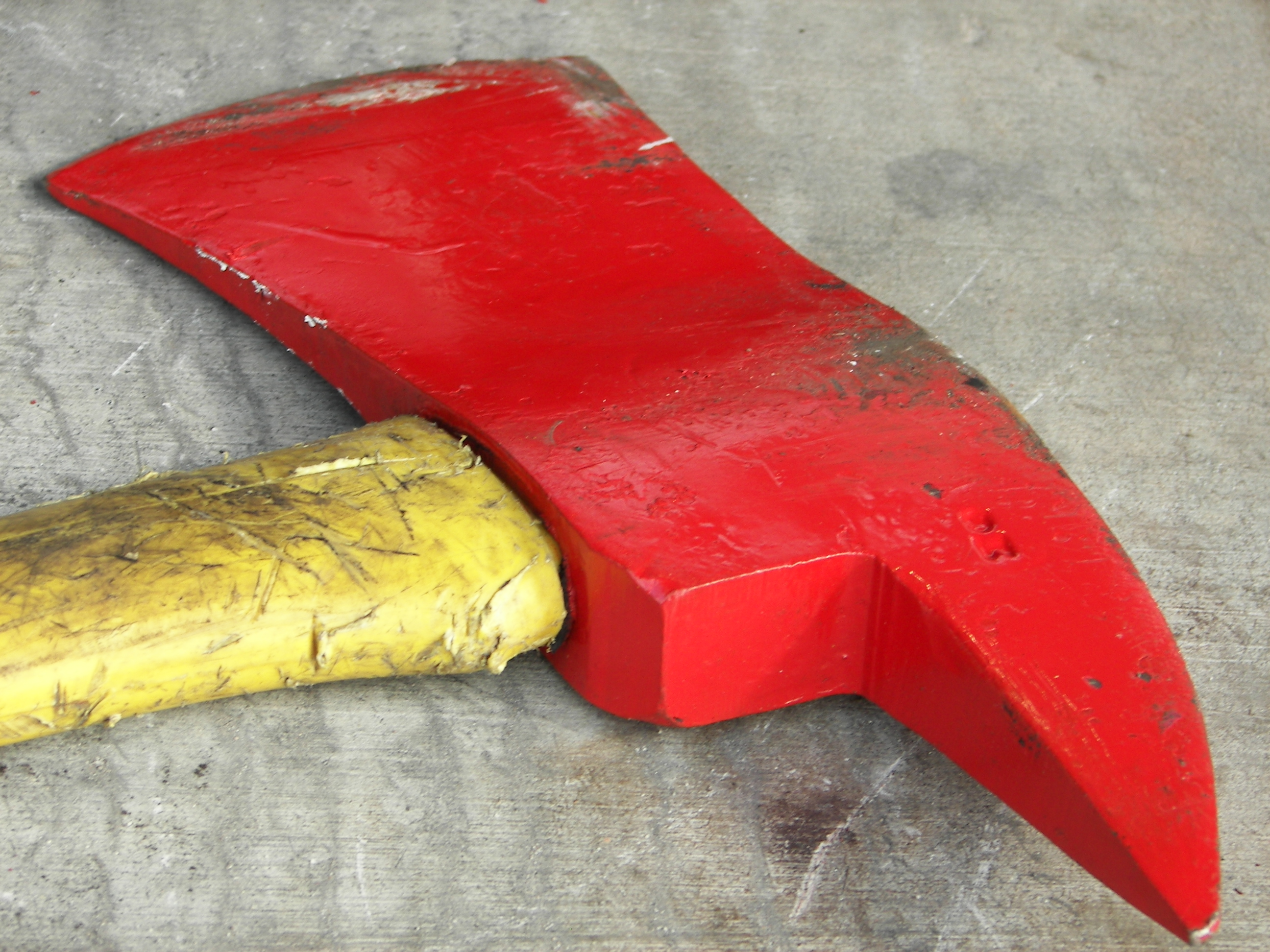
Обух-дзьоб пожежної сокири
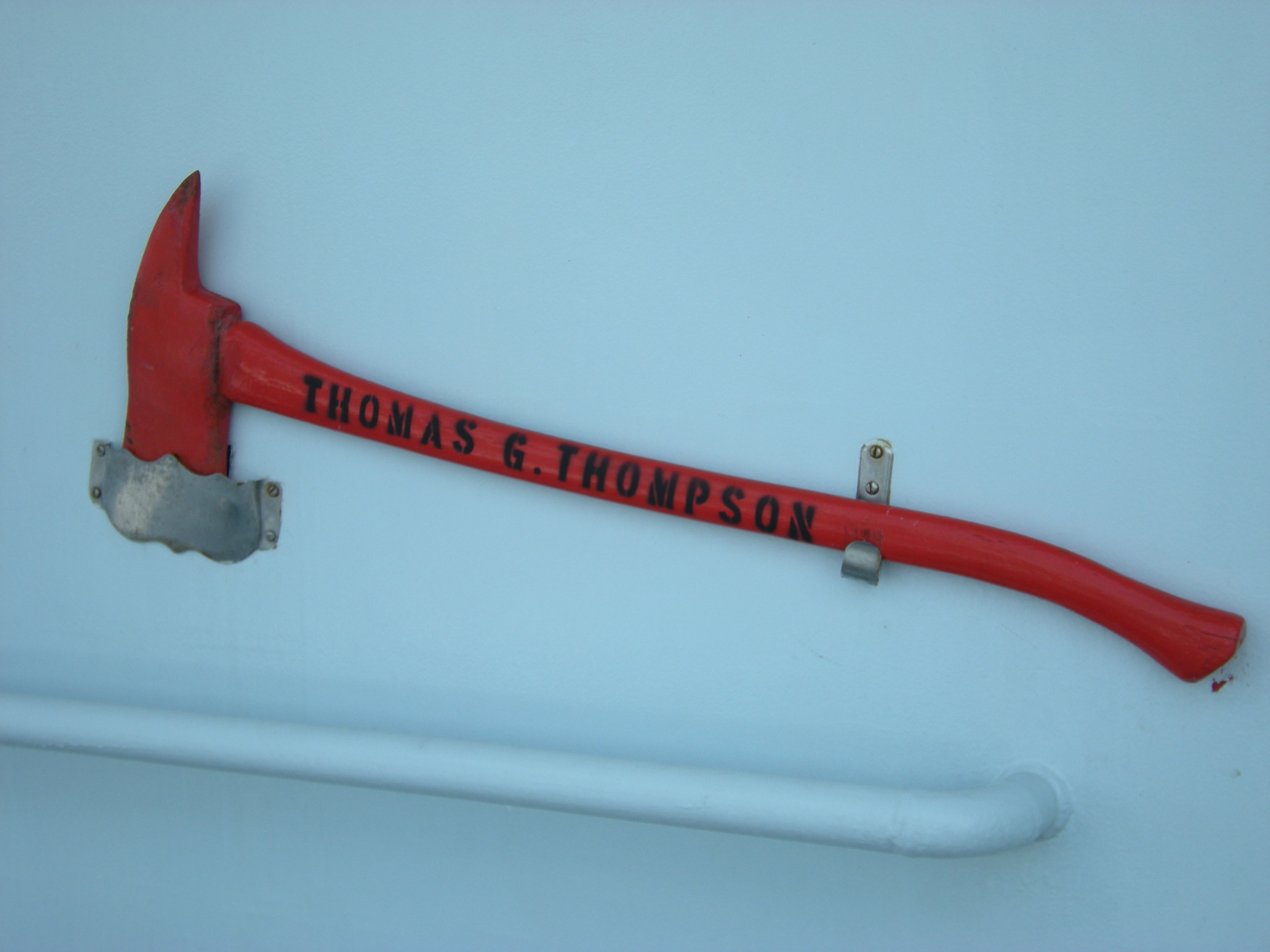
Штурмова пожежна сокира на американському науково-дослідницькому судні «Томас Томпсон»
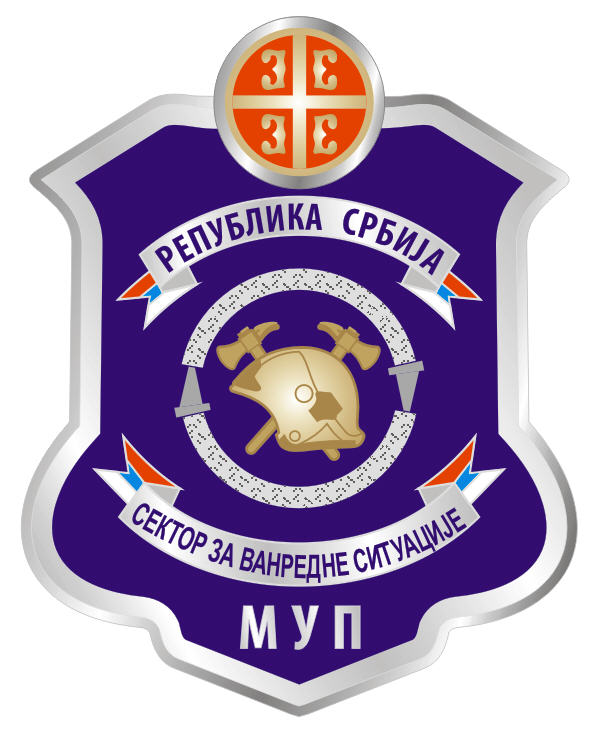
Сокири на емблемі пожежної служби Сербії